# Bathydoris aioca
Bathydoris aioca is een slakkensoort uit de familie van de Bathydorididae. De wetenschappelijke naam van de soort is voor het eerst geldig gepubliceerd in 1962 door Er. Marcus & Ev. Marcus.